# Charmanli
Charmanli (bulgariska: Харманли) i kommunen Obsjtina Charmanli är huvudort i regionen Chaskovo i sydcentrala Bulgarien.

## Bildgalleri

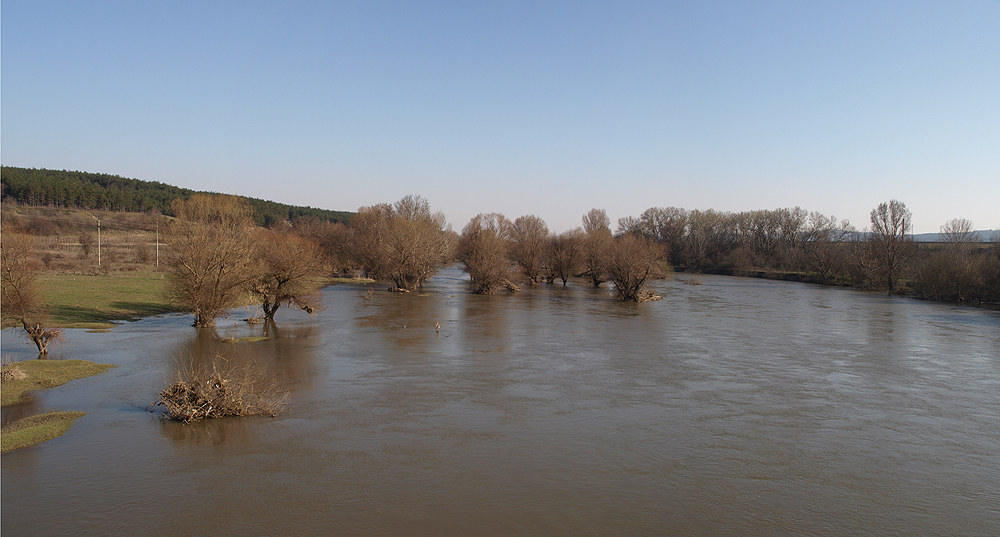
Vårflod vid Marica i Charmanlis närhet.
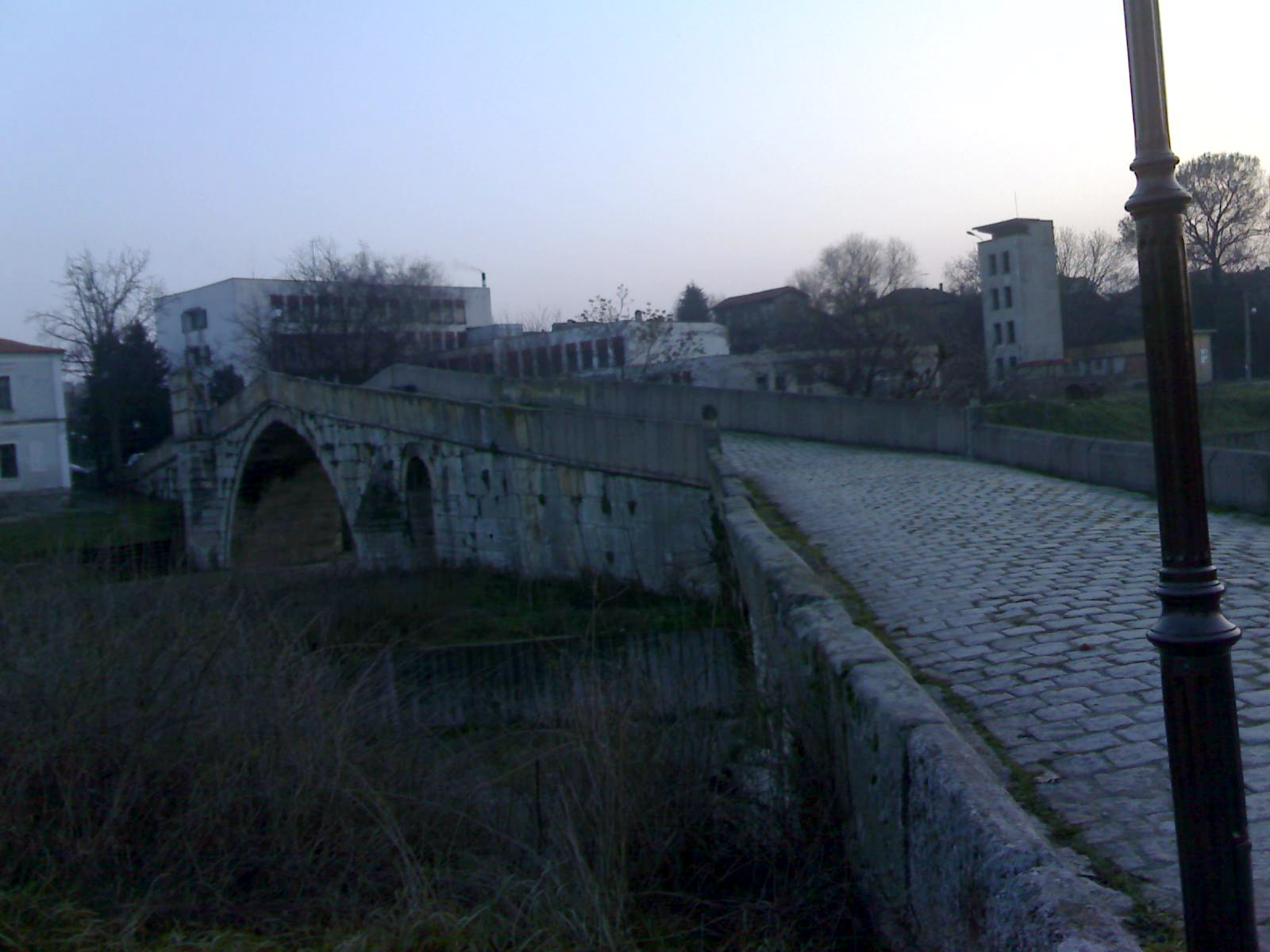
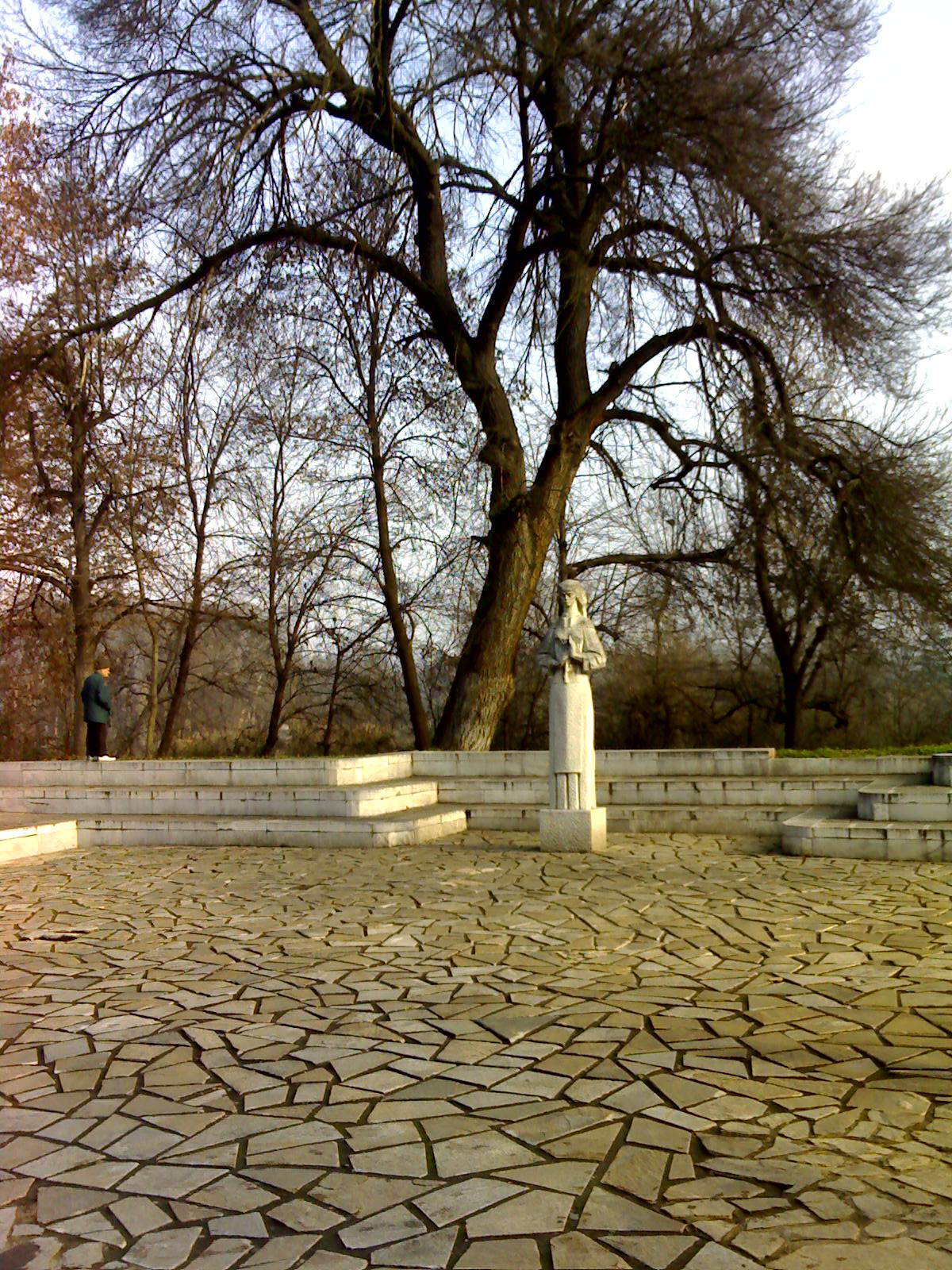